# PKP Cargo
PKP Cargo è il più grande operatore logistico di trasporto merci su rotaia in Polonia e il secondo più grande nell'Unione europea. Il maggiore azionista della società è PKP SA, che detiene il 33,01% delle azioni di PKP Cargo. La direzione della società si trova a Varsavia; altri uffici amministrativi si trovano a Katowice, Cracovia, Bydgoszcz, Danzica, Łódź, Poznań, Stettino e Breslavia.

## Storia
PKP Cargo SA è stata costituita ai sensi dell'articolo 14 della legge 8 settembre 2000 sulla commercializzazione, la ristrutturazione e la privatizzazione dell'impresa statale Polskie Koleje Państwowe (Gazzetta ufficiale n. 84) in previsione dell'adesione della Polonia all'Unione Europea, dalla divisione delle ferrovie polacche in più imprese per rispondere alle regole dell'Unione Europea.

## Struttura
Dall'istituzione nel 2001 alla fine del 2008, PKP Cargo ha avuto la seguente organizzazione:
- 19 impianti di materiale rotabile;
- 21 impianti di trasporto merci;
- 2 impianti di trasporto e manutenzione.

Dopo la ristrutturazione del 2008, nel 2010 PKP Cargo venne riorganizzata ridriducenil numero di stabilimenti aziendali a 16.
Ulteriori modifiche hanno portato a una riduzione del numero di impianti di PKP Cargo a dieci.
A giugno 2014 è stato effettuato un altro processo di fusione degli impianti PKP Cargo, riducendone il numero a sette.
Secondo il consiglio di amministrazione di PKP Cargo, la nuova divisione territoriale della società mira a ottimizzare l'efficienza della gestione e le modifiche porteranno a diversi milioni di zloty di risparmi all'anno.

## Attività
La principale area di attività di PKP Cargo è il trasporto merci su rotaia. Oltre che in Polonia, PKP Cargo effettua il trasporto ferroviario di merci con il proprio materiale rotabile in altri otto paesi dell'Unione europea: Germania (da fine marzo 2011), Repubblica Ceca, Slovacchia, Austria, Belgio, Paesi Bassi, Lituania (sulla rete a scartamento normale) e Ungheria. La compagnia ha accesso ai più grandi porti polacchi ed europei, tra cui a Danzica, Gdynia, Stettino, Świnoujście, Amsterdam, Rotterdam, Zeebrugge, Anversa, Amburgo e Bremerhaven. Nel 2014, il 53% di tutti i trasporti effettuati da PKP Cargo era costituito dal trasporto di merci all'interno della Polonia, mentre il trasporto nelle merci importate era del 18%, il 21% di quelle esportate, e dell'8% delle merci in transito. PKP Cargo effettua la maggior parte di trasporti merci ferroviari con l'estero verso paesi confinanti con la Polonia. Per quanto riguarda i ricavi da clienti stranieri, nel 2014 il 29% dei ricavi proveniva dalla Germania, il 15% dalla Repubblica ceca e il 15% dalla Slovacchia.
PKP Cargotabor opera all'interno del gruppo PKP Cargo, fornendo servizi relativi alla manutenzione di locomotive e carri. PKP Cargo ha 25 terminali di carico nei punti più importanti della Polonia, sei dei quali si trovano sul confine orientale. L'attività di spedizione di merci all'interno del gruppo PKP Cargo è svolta da Przedsiębiorstwo Spedycyjne Trade Trans, che è un operatore logistico internazionale specializzato nel trasporto merci su rotaia e su strada.

## Società
Il gruppo PKP Cargo comprende oltre una dozzina di società che forniscono servizi nel settore del trasporto terrestre e marittimo, logistica, spedizione, ricarico di merci, riparazione del materiale rotabile e del materiale rotabile di trazione e assistenza per i binari ferroviari.

### Controllate direttamente da PKP Cargo
- PKP Cargotabor - controllato al 100% da PKP Cargo, è specializzato nella manutenzione e riparazione di materiale rotabile
- PKP Cargolok - controllato al 100% da PKP Cargo, si occupa della riparazione di locomotive. A giugno 2014, il patrimonio della società è stato rilevato da PKP CargoTabor
- PKP Cargotor - controllato al 100% da PKP Cargo, si occupa di mantenere e fornire alle compagnie ferroviarie infrastrutture logistiche e di servizio
- PKP Cargo CL Małaszewicze - controllata al 100% da PKP Cargo, questa compagnia fornisce servizi di trasbordo e spedizione e fornisce servizi di trasporto frontaliero all'estero nel settore del trasporto ferroviario e stradale
- PKP Cargo CL Medyka-Żurawica - una società controllata al 100% da PKP Cargo, gestisce gli scambi principalmente tra paesi dell'UE e Ucraina e Russia. Consiste di terminali all'interfaccia di binari normali e larghi. Fornisce servizi logistici che combinano trasporti stradali, ferroviari, aerei, terrestri e marittimi
- PKP Cargosped - un'azienda controllata al 100% da PKP Cargo, un operatore logistico che fornisce servizi di spedizione e logistica nel settore del trasporto merci in Polonia e all'estero
- PKP Cargo Service - una società controllata al 100% da PKP Cargo, fornisce servizi nel settore dei servizi ferroviari, compresa la manutenzione delle infrastrutture e realizza il trasporto ferroviario di nicchia
- PKP Cargo Connect - una società controllata dal 1990 da PKP Cargo, un operatore logistico internazionale, fornisce servizi nel campo del trasporto, ricarica e deposito di merci e servizi doganali, trasporti in traghetto da e verso la Scandinavia. In precedenza, operava sotto il nome di PS Trade Trans. Ha filiali a Białystok, Gdynia, Katowice, Koroszczyn-Zaborze, Cracovia, Lublino, Małaszewicze, Poznań, Stettino, Świnoujście, Varsavia e Breslavia.
- PKP Cargo International con sede a Bratislava - registrata nel dicembre 2010, la società controllava il 51% di PKP Cargo ed effettuava traffico ferroviario merci nei paesi dell'Europa centro-orientale (Germania, Repubblica ceca, Slovacchia, Austria, Ungheria, Romania, Bulgaria, altri paesi balcanici). La società è attualmente in liquidazione
- Advanced World Transport - un'azienda controllata all'80% da PKP Cargo, è una compagnia ferroviaria ceca.

PKP Cargo Service, Trade Trans, Cargosped e i centri logistici di Małaszewicze e Żurawica-Medyce formano il PKP Cargo Logistics Group.

### Controllate indirettamente da PKP Cargo
- Cargosped Terminal Braniewo Sp.zo.o. - Controllata al 100% da PKP Cargo è uno dei più grandi terminali di ricarica merci nella regione di Braniewo. La sua attività principale sono i trasbordi di merci varie e del carbone
- Trade Trans Finance Sp.zo.o. - Società controllata al 100% da PKP Cargo che fornisce servizi nel campo della contabilità e nel campo finanziario
- PPHU Ukpol Sp. zo.o - Società controllata al 75% che fornisce servizi di trasporto e di trasbordo
- Transgaz SA - Società controllata al 63,97%, che si occupa del trasbordo di gas liquefatti e prodotti petrolchimici
- Trade Trans Karya Sp.zo.o - Società controllata al 60,3% da PKP Cargo, fornisce servizi di ricarica.

### Controllate congiuntamente da PKP Cargo o dalle sue controllate
- Cargosped Składy Celne Sp.zo.o. (controllato al 50%)
- TP Sławków Medyka Sp.zo.o (controllata al 50%)
- PKP Cargo CFL International SA (controllata al 50%, attualmente in liquidazione)

Il gruppo PKP Cargo comprende una dozzina di altre società in cui PKP Cargo o le sue controllate detengono quote di minoranza.